# Casino-Stadion
Le Casino-Stadion est un stade de football situé à Bregenz en Autriche dont le club résident est le Schwarz-Weiß Bregenz. Le stade dispose d'une capacité de 12 000 places.

## Galerie

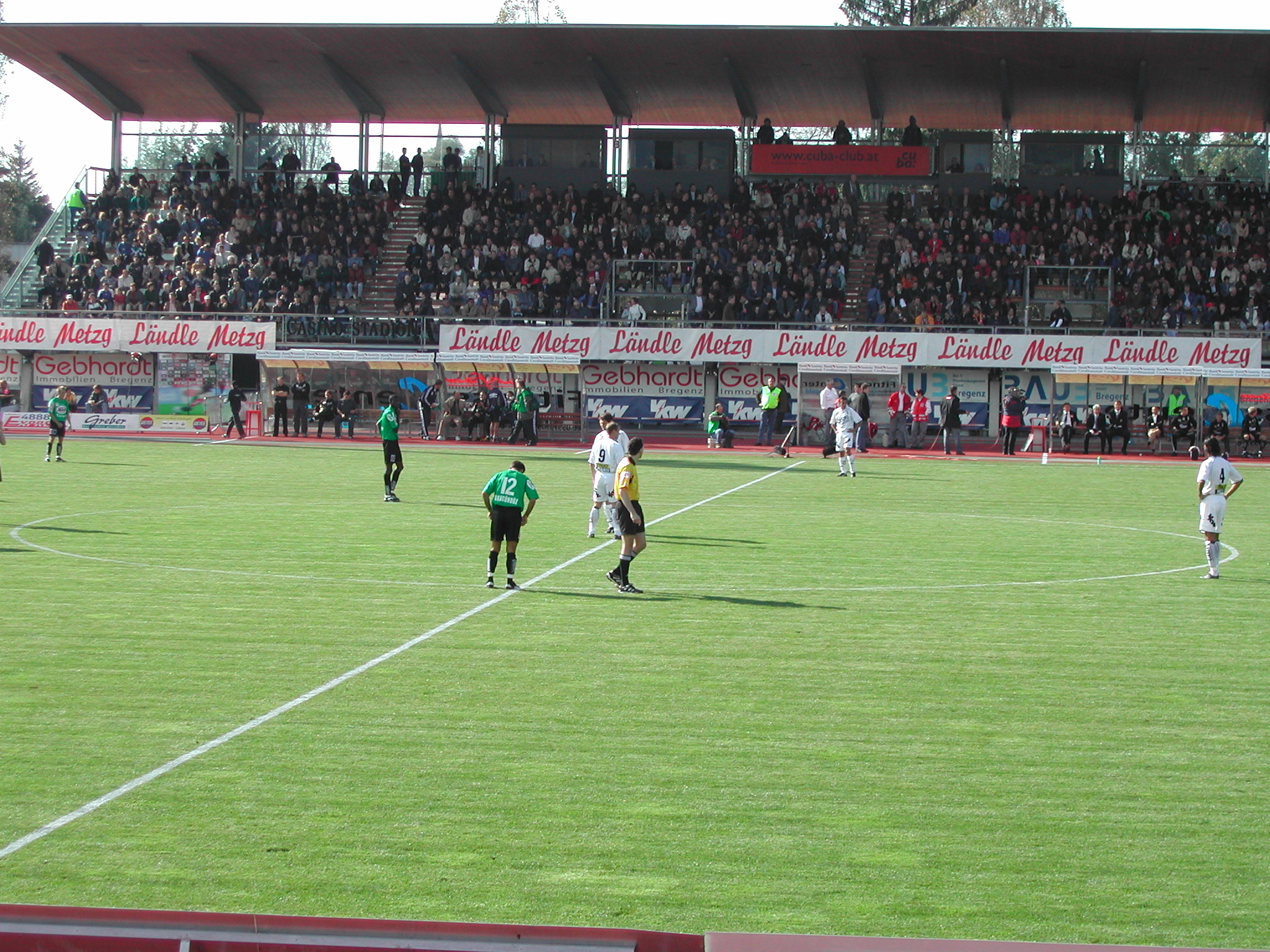